# Shunsuke Sonoda
Shunsuke Sonoda (薗田峻輔,Sonoda Shunsuke; Tokio, 26 september 1989) is een professioneel golfer.
Zijn eerste lessen kreeg hij van zijn vader, maar op 10-jarige leeftijd ging hij in de leer bij Todd Baker.

## Amateur
Sonoda ging als 13-jarige op vakantie naar Gold Coast, Australië, en toen hij zag hoeveel golfbanen daar waren, wilde hij daar gaan studeren. Dat deed hij twee jaren. Daarna ging hij terug, en vervolgde zijn studie op de Suginami-Gakuin High School, waar hij teamgenoot werd van Ryo Ishikawa. Terwijl hij eerstejaarsstudent was aan de Meiji-universiteit, slaagde hij voor de Tourschool van de Japanse Tour.

### Gewonnen
- Japans Junioren Kampioenschap

## Professional
In 2010 werd hij professional. In zijn rookie-seizoen van de Japan Golf Tour won hij de 2010 Gateway to the Open Mizuno Open Yomiuri Classic. Hierdoor kreeg hij een startbewijs voor het Brits Open. In de rest van het seizoen behaalde hij driemaal een tweede plaats en tweemaal een top 10-plaats. In september verloor hij bij de Fujisankei Classic de play-off van zijn schoolvriend Ryo Ishikawa.

### Gewonnen

#### Japan Golf Tour
- 2010: Gateway to the Open Mizuno Open Yomiuri Classic